# Klooster Mileševa

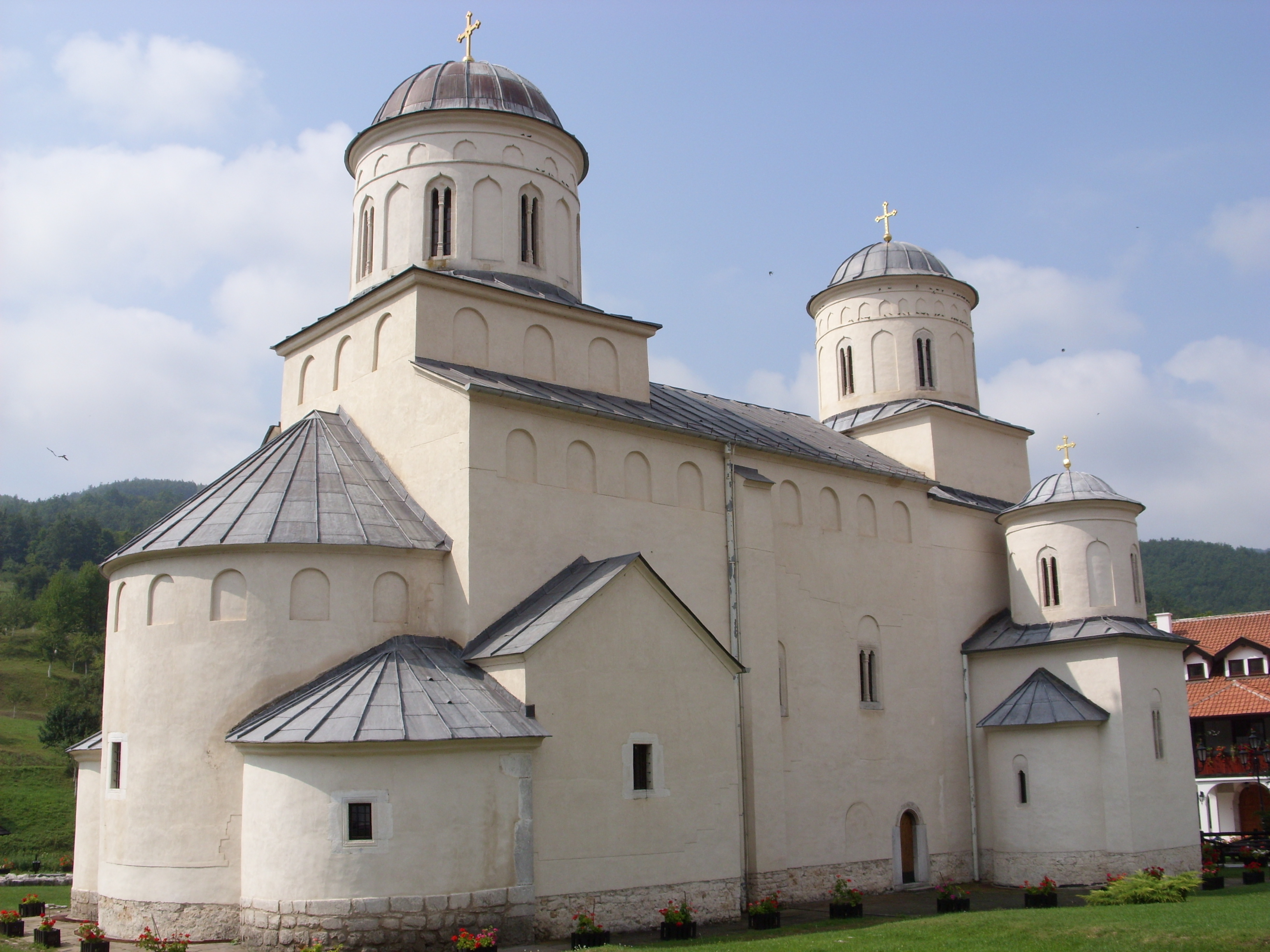
Klooster Mileševa

Het Klooster Mileševa (Servisch: Манастир Милешева) is een Servisch-orthodox klooster. Het ligt bij de gemeente Prijepolje, in Zuidwest-Servië. Het werd gesticht door koning Stefan Vladislav tussen 1234 en 1236. De kerk bevat fresco's van beroemde schilders, waaronder de bekendste in de Servische cultuur, de Witte engel, dat een engel laat zien op het graf van Jezus.

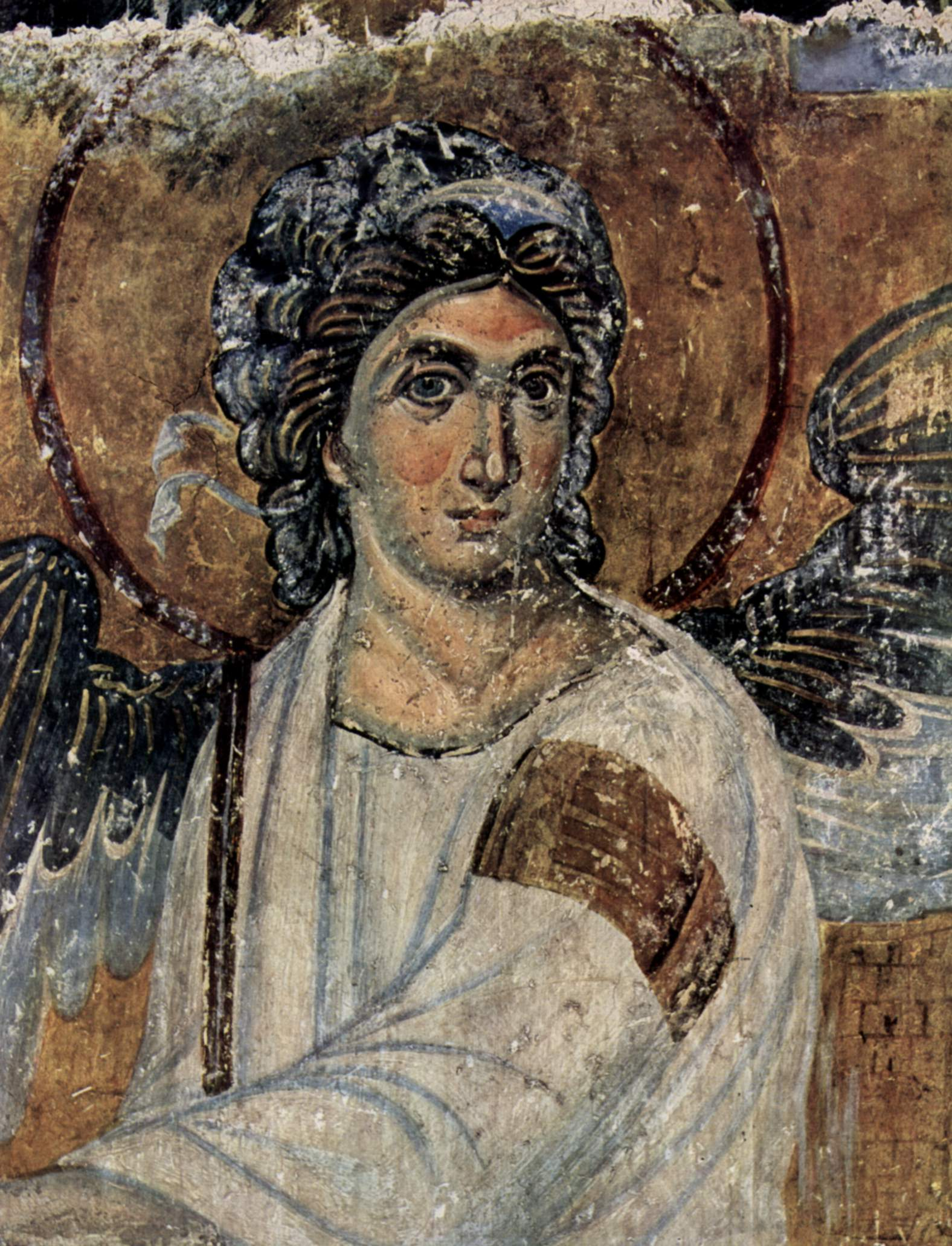
De Witte engel